# Aphanius sureyanus
Aphanius sureyanus é uma espécie de peixe da família Cyprinodontidae.
É endémica de Turquia.
Os seus habitats naturais são: lagos de água doce.